# Neocalamites
Neocalamites es un género extinto de esfenofitas, siendo descendiente de Calamites que vivieron durante el período Triásico.

## Descripción
Medía entre uno y dos metros de altura. Hojas estaban dispuestas concéntricamente alrededor de una barra delgada o similares  Annularia o Asterophyllites. Calamites es el nombre dado originalmente a una parte del tallo, pero ahora es el nombre de la planta entera. Hay indicios de que vivían en lugares húmedos, a lo largo de los ríos y las costas de los lagos.

## Localización de sitios
Los países se encuentran en:
- Bastante fósiles intactos se han encontrado en Tasmania.
- Australia.
- Brasil, en lo geoparque Paleorrota.[1]